# حمدان بن زايد بن خليفة آل نهيان
حمدان بن زايد بن خليفة آل نهيان (1881 - 22 أغسطس 1922)، الحاكم التاسع لإمارة أبوظبي. تولى الحكم من 1912-1922 خلفا لأخيه الشيخ طحنون بن زايد بن خليفة آل نهيان.

## حياته
ولد سنة 1881م تولى الحكم سنة 1912م بعد مقتل أخيه طحنون بن زايد بن خليفة آل نهيان عرضت الإمارة للمرة الثانية على خليفة بن زايد فرفضها أيضاً واختير الشيخ حمدان. اشتهر هذا الشيخ بالكرم وكان مطاعا في جماعته. وتقول المصادر التاريخية بأنه سلك مسلك والده وعاشت الإمارة في عهده ثمان سنوات من الرخاء وازدهرت تجارة اللؤلؤ حتى ملك أهالي أبوظبي أكثر من أربعمائة سفينة وقد ظهرت في زمنه تباشير اكتشاف البترول واتفق مع بريطانيا بأنه في حالة اكتشاف البترول يكون لبريطانيا حقوق الامتياز. وكان على صداقة حميمة مع عبد العزيز بن عبد الرحمن آل سعود.

## وفاته
توفي سنة 1922 بعد حكم دام لعشر سنوات.

## حياته الخاصة

### نسبه
الشيخ حمدان بن زايد بن خليفة هو جد الشيخ محمد بن راشد ال مكتوم حاكم دبي حالياً من أمه لطيفة بنت حمدان. أما نسبه فهو حمدان بن زايد بن خليفة بن شخبوط بن ذياب بن عيسى بن نهيان آل نهيان.

### زوجاته وأبناؤه
- الشيخة اليازية بنت ذياب بن خليفة بن شخبوط آل نهيان، ولم تلد له.

- الشيخة شمسة بن سلطان بن مجرن بن سلطان المري، وولدت له:

1. حمدان (1922م)، ولد بعد وفاة والده عام 1922م، تزوج من الشيخة شمسة بنت صقر بن زايد آل نهيان. وولدت له محمد وحصة.
2. لطيفة (1918م)، تزوجها الشيخ راشد بن سعيد آل مكتوم عام 1939م. وولدت له كل أبناءه.

- الشيخة شمسة بنت أحمد بن خليفة بن خميس بن يعروف السويدي، وولدت له:

1. مريم (1918م)، تزوجت من الشيخ هزاع بن سلطان بن زايد آل نهيان.